# De Vrijheid leidt het volk

La Liberté guidant le peuple, 1830, olieverf op doek, 260 x 325 cm, Louvre, Parijs

De Vrijheid leidt het volk (Frans: La Liberté guidant le peuple) is een schilderij van de Franse schilder Eugène Delacroix. Het verbeeldt de vrijheid als Marianne, het nationale symbool van Frankrijk, die de revolutionairen aanvoert bij de Julirevolutie van 1830. Het is geschilderd met olieverf. Het doek heeft een afmeting van 260 bij 325 centimeter.
Dit is een van de bekendste en meest nagevolgde schilderijen in de geschiedenis van de Franse schilderkunst. Op het tafereel ziet men de bekende allegorie van de vrijheid: de vrouw (teruggrijpend naar oudere voorstellingsmethodes voor allegorieën) met ontbloot bovenlijf (naaktheid als teken van de kwetsbaarheid — en dus moed — in contrast met het verschrikkelijke dat zich afspeelt). De vrouw draagt een Frygische muts die verwijst naar vrijheid. Rechts van haar ziet men een jongetje, verwijzend naar jeugd, dat onverschrokken twee pistolen vasthoudt.
Van de man links van haar die twijfelend in de verte kijkt, zegt men weleens dat het een zelfportret van Delacroix zou kunnen zijn, al is dit niet zeker. Opvallend aan dit schilderij is de klassieke compositie met een centrale driehoek en het actuele onderwerp, waar veel romantici vaak juist teruggrepen naar het verleden. Dit schilderij toont aan dat de drie klassen (clerus, adel en burgerij) voor de revolutie waren, omdat naast de vrouw de drie standen aanwezig zijn. Alle standen verzetten zich dus tegen de gevestigde orde. De vlag die de vrouw vasthoudt is ook niet zomaar de Franse vlag. Het was de nieuwe vlag met drie kleuren die wijzen op liberté, égalité en fraternité. Het voorgaande symbool van Frankrijk was de Franse Lelie.
Het schilderij hangt in het Louvre in Parijs en is in 2023 - 24 grondig gerestaureerd.

## In populaire cultuur
- De Britse band Coldplay heeft het schilderij als voorkant van de cd-hoes van hun album Viva la Vida or Death and All His Friends gebruikt.

- Marburg Picture Index: 20193952
- Bibliothèque nationale de France: cb11958532t (data)
- Gemeinsame Normdatei: 4275137-8
- Joconde: 000PE000957
- Virtual International Authority File: 184003081

Dantes boot (1822) · Jong weesmeisje op het kerkhof (1823-24) · Het bloedbad van Chios (1824) · De dood van Sardanapalus (1827) · De Vrijheid leidt het volk (1830) · De vrouwen van Algiers in hun vertrek (1834) · Woedende Medea (1838) · Joodse bruiloft in Marokko (1839)